# Gerlachovský dům
Gerlachovský dům je jedna z nejvýznamnějších dochovaných staveb v Plzni. Nachází se v historickém jádru města, v Dřevěné ulici č.344/4. Původně gotický měšťanský dům, přestavěný renesančně a poté barokně. Propojen s Chotěšovským domem na náměstí Republiky č.106/13. Od roku 1915 jsou v něm umístěny expozice Národopisného muzea Plzeňska. Dům je kulturní památkou.

## Historie domu
Dům vystřídal řadu majitelů. Prvním známým majitelem domu byl na počátku 15. století Jan Bochník. V letech 1438–1462 patřil Hanušovi, lékaři císaře Zikmunda. V letech 1533-1539 byl majitelem varhaník Osvald Steiger. V roce 1563 je zmiňován majitel Vincenc Bartlů a poté Tobiáš Číhanský.
V roce 1566 získal dům kameník Jan Vlach, přičemž některé prameny uvádějí, že se jedná o vlašského stavitele Jana Merliana (Jan de Merliano, Giovanni de Merliano), zvaného Škarpalín. Jan Merlian dům od základů přestavěl. Průčelní plochu rozšířil z gotické dvouosé dispozice na tři osy tím, že použil gotický portál a vybudoval druhý průjezd. Jan Merlian žil v domě do roku 1582.
V roce 1583 koupil dům Blažej Bouza, v roce 1607 Jan Kotorovský ze Lvovan, který provedl na domě mírné úpravy. Z jeho doby je nástavec na portále - štít se lvíčky z jeho erbu. V roce 1609 dům koupil Bartoloměj Stehlík z Čenkova. Ten ho předal své dceři Lidmile a jejímu manželovi řeznickému mistru Řehoři Bognerovi (Wognerovi). V roce 1638 byl dům spustlý. V roce 1646 syn Řehoř Wogner mladší dům upravil. V roce 1656 přešel do majetku Jiřího Konečného. Dům opět chátral a v roce 1682 odkoupila dům obec.
V roce 1696 prodala obec oba domy staviteli Jakubu Augustonovi mladšímu, který dům barokně přestavěl (vročení 1698 na stropě v přízemí). V roce 1743 zdědil dům Josef Auguston, který ho odkázal své druhé manželce Anně. Její druhý manžel Jan Ulmann dům opravoval. V roce 1828 ho prodal své sestře Barboře Boulognové a ta ho hned prodala plzeňskému výběrčímu Janu Nepomuku Jelínkovi. K domu byl přistavěn před rokem 1838 sousední dům směrem k hradbám.
Po Jelínkově smrti se s jeho vdovou Marií oženil Josef Gerlach, učitel hudby, tance a krasopisu, podle kterého dostal dům název Gerlachovský. Dům byl ve čtyřicátých až sedmdesátých letech 19. století centrem hudebního života v Plzni. Po smrti Josefa Gerlacha v roce 1884 se domu ujali jeho dědicové. V roce 1909 byl dům již ve velmi špatném stavu a hrozilo mu zbourání.
V roce 1912 dům odkoupila obec a věnovala ho pro účely Národopisného muzea. Během roku 1914 byl dům opraven a umístěny v něm národopisné sbírky.

## Popis budovy
Současný dvoupatrový řadový dům s vysokým štítem a štukovými reliéfy s exotickými motivy stojí na dvojici úzkých gotických parcel a vznikl spojením dvou samostatných domů, což je i dnes patrné při pohledu z ulice. Východní, menší dům se jmenoval Bartlovský. Z něj se zachoval pouze pozdně gotický vjezdový portál z konce 15. století. Je to jeden z nejstarších gotických portálů zachovaných v Plzni. Druhý portál, který se zachoval, je renesanční. Portál je jednoduchý, na čelech pilířů doplněn rosetami, na jejich vnitřních stranách jsou kruhy s vypouklými hladkými výplněmi. Vrcholová kartuše je tvořena iniciály J. M. a doplněna po stranách letopočtem 1575, který odkazuje na Jana Merliana. Po stranách portálu jsou renesančně dórské pilastry s válečky v dolní třetině kanelur. Zdobeny jsou emblémy hudby, lovu a války. Vlis edikuly doplňuje reliefní rozvilina, vystupující z těl dvou dráčků, kteří drží ve spárech vlasatý maskaron. Celý útvar ukončuje klasicky vyvážená římsa. Nad římsou je umístěna erbovní kartuš, zdobená dvěma putti, kteří drží znak Jana Kotorovského ze Lvovan. Kartuš byla připojena k portálu až po roce 1607. Portál je jediný známý domovní renesanční portál v Plzni. Zvláštností je, že jeho pilastry jsou silně zkráceny. Má také výjimečnou výzdobu stylobatů, kdy je jejich čelní plocha pokrytá zdobnými kompozicemi emblémů, přesahujícími do rámující lišty.

## Galerie

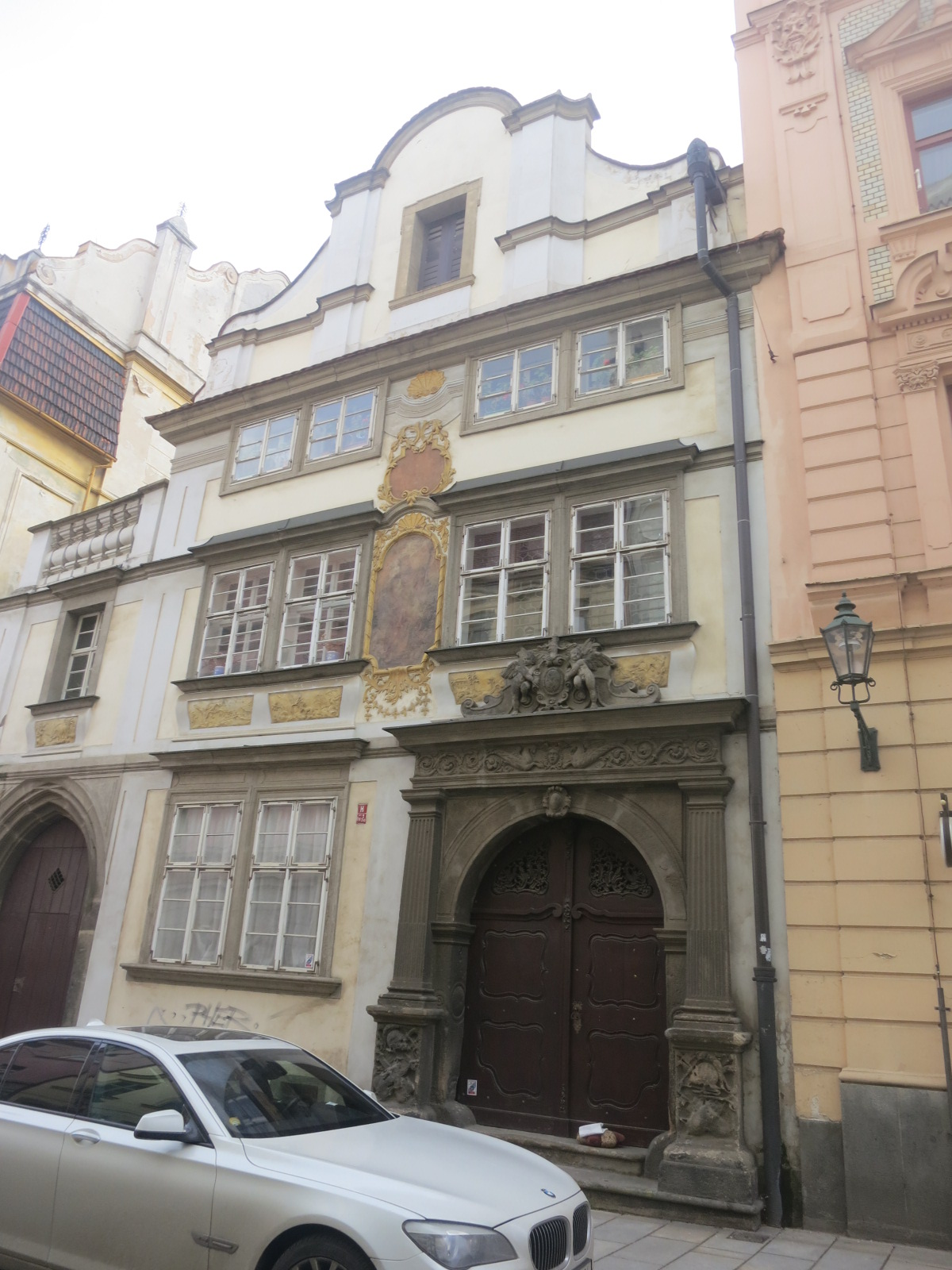
Gerlachovský dům
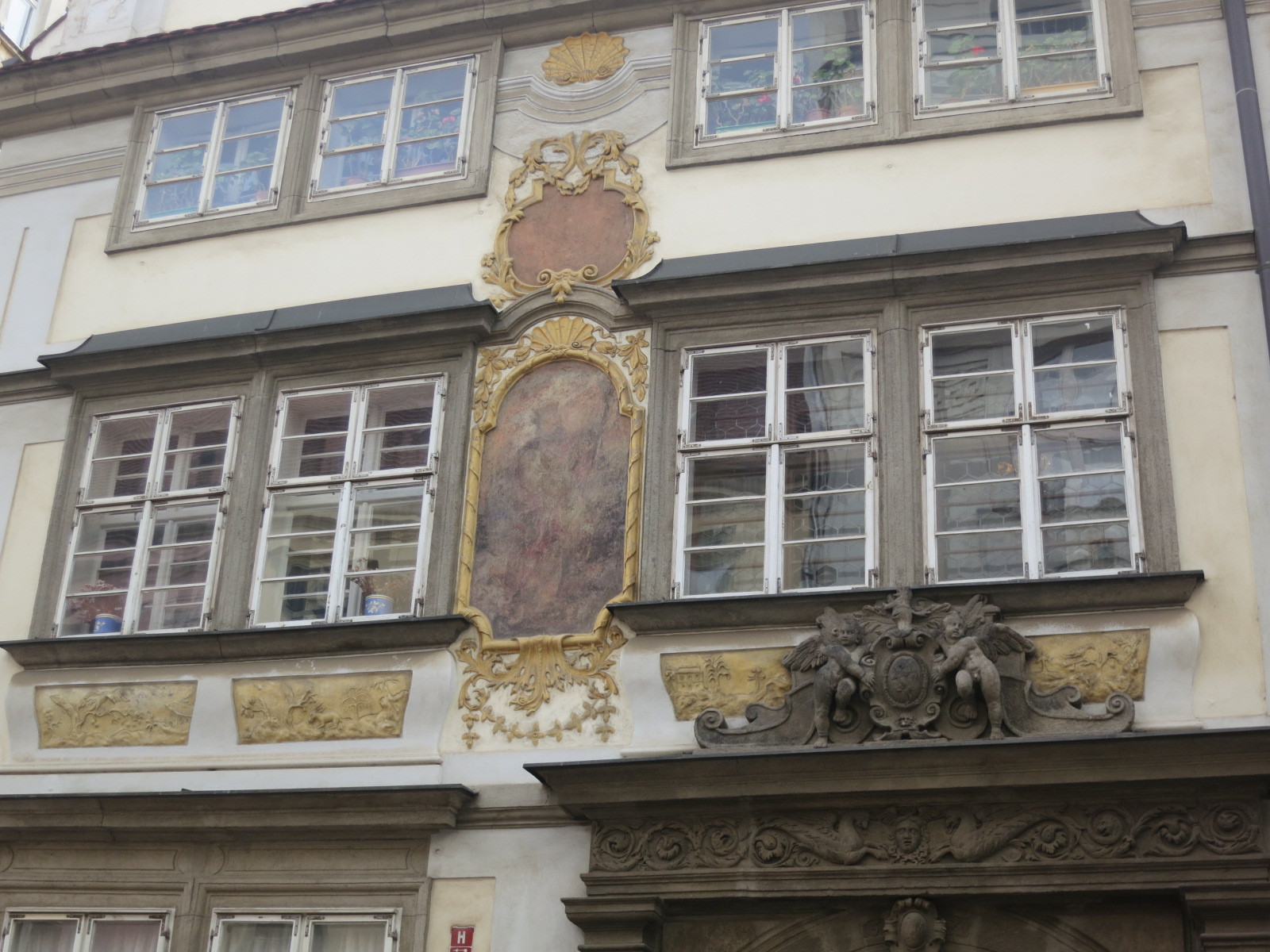
Průčelí Gerlachovského domu
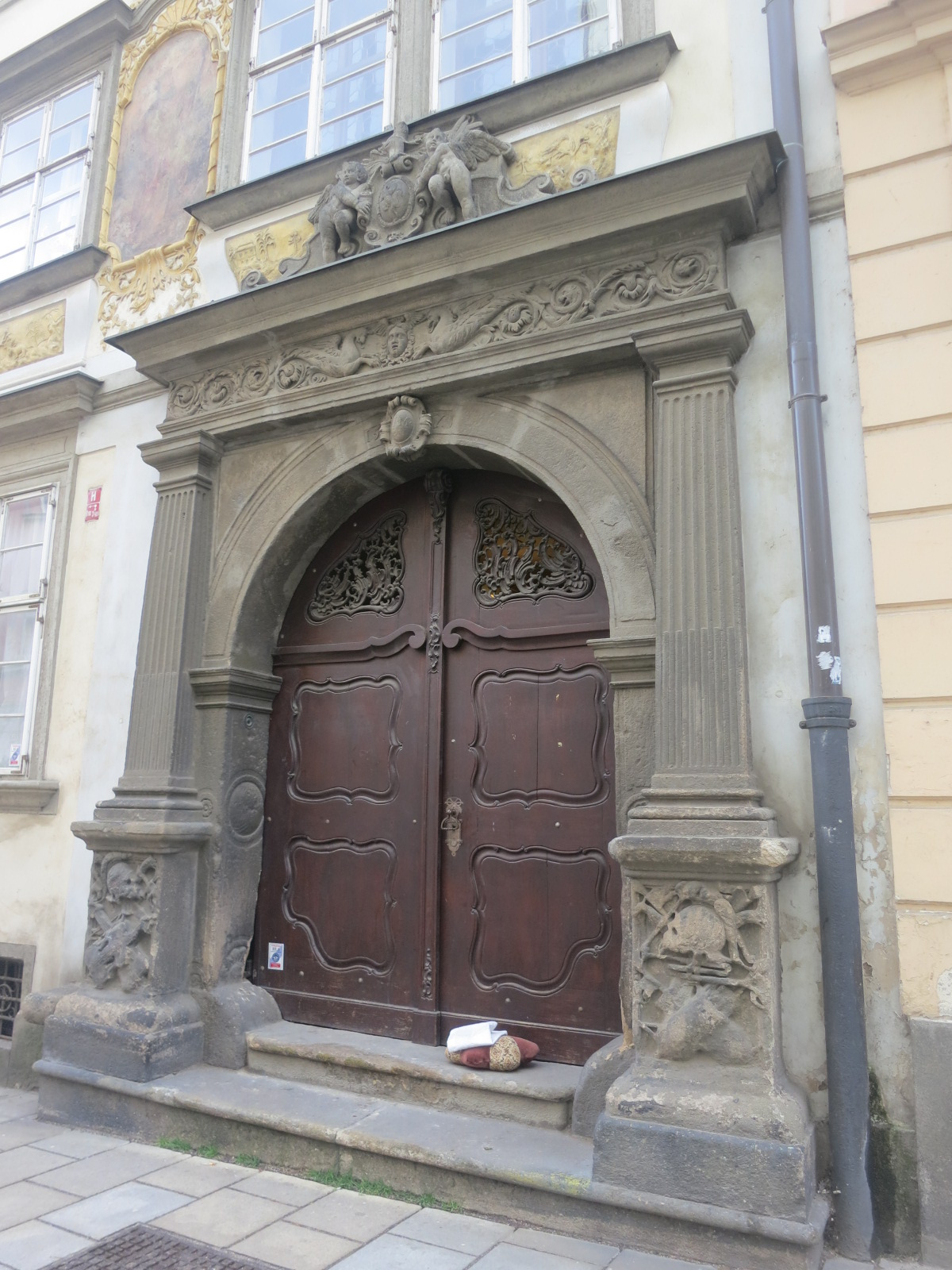
Renesanční portál Gerlachovského domu